# Лозовая (Липецкая область)
Лозова́я — деревня в Задонском районе Липецкой области. Входит в состав Калабинского сельсовета.

## История
В 1960 году указом Президиума Верховного Совета РСФСР деревня Погромное переименована в Лозовую.

## Население
| 2010 |
| ---- |
| 43   |